# ヴィルヘルム・フォン・ハーナウ＝ホロヴィッツ

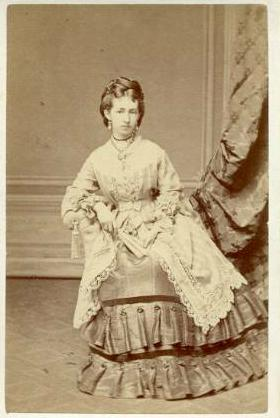
最初の妻となったシャウムブルク＝リッペ侯女エリーザベト、1866年頃

ヴィルヘルム・フォン・ハーナウ・ウント・ツー・ホロヴィッツ（Wilhelm Prinz von Hanau und zu Hořowitz, 1836年2月19日 - 1902年6月3日）は、最後のヘッセン選帝侯フリードリヒ・ヴィルヘルム1世の三男。ハーナウ侯（1889年 - 1902年）。

## 生涯
選帝侯とその身分違いの妻ゲルトルーデ・レーマンの間の第5子、三男として生まれた。兄弟姉妹は1853年に母が授けられたハーナウ侯夫人の爵位に基づく、ハーナウ侯子・侯女の身分を有していた。ヘッセン選帝侯国軍に仕官し、選帝侯国が1866年に消滅した時点で陸軍少佐にまで昇っていた。選帝侯国が1866年にプロイセン王国領に併合されると、オーストリアに亡命した父に随い、二重帝国軍の予備役仕官となる。
ヴィルヘルムは芸術に関心が深く、ハーナウ侯爵家の家族世襲財産を相続すると、ホロヴィッツ城に付属庭園を造営した。庭園には彫刻家ハインリヒ・ナターの彫刻作品群が配置され、その中にはヴィルヘルムの父選帝侯の記念像も含まれていた。庭園内の立像彫刻群は、ヴィルヘルムが傾倒していたリヒャルト・ワーグナーのオペラ作品の登場人物を模ったものである。
1866年1月29日にフランクフルト・アム・マインにおいて、シャウムブルク＝リッペ侯ゲオルク・ヴィルヘルムの末娘エリーザベト（1841年 - 1926年）と結婚した。この結婚は、自分たちの貴賤結婚によって生まれたために血統上の瑕疵のある息子や娘たちを、統治者の身分を有する君侯の子女と縁組させようと奔走していた両親にとって、初めての、そして唯一実現した君侯家門との縁組であった。エリーザベトの長兄アドルフ・ゲオルク侯は、ハーナウ侯爵家との縁組は身分不相応だとして、この結婚には反対であった。1866年夏、選帝侯国の崩壊により、この結婚の政治同盟的な意義が完全に失われると、2人は1868年4月22日に婚姻を解消した。
1890年5月12日にバウツェン郊外のデーベルキッツにおいて、伯爵令嬢エリーザベト・ツア・リッペ＝ヴァイセンフェルト（1868年 - 1952年）と再婚した。1889年に子供の無い次兄モーリッツが死ぬと、ハーナウ侯爵家の家督と家族世襲財産を相続したが、自身にも子供がおらず、弟のカールが相続人となった。